# Вориор Ран (Пенсилванија)
Вориор Ран (енгл. Warrior Run) град је у америчкој савезној држави Пенсилванија.

## Демографија
По попису из 2010. године број становника је 584, што је 40 (-6,4%) становника мање него 2000. године.
| Група             | 2000.       | 2010.       |
| Белци             | 612 (98,1%) | 560 (95,9%) |
| Афроамериканци    | 2 (0,3%)    | 0 (0,0%)    |
| Азијати           | 1 (0,2%)    | 1 (0,2%)    |
| Хиспаноамериканци | 5 (0,8%)    | 9 (1,5%)    |
| Укупно            | 624         | 584         |